# Arzúa (parroquia)
Arzúa (llamada oficialmente Santa María de Arzúa) es una parroquia española del municipio de Arzúa, en la provincia de La Coruña, Galicia.

## Entidades de población
Entidades de población que forman parte de la parroquia:
- Agra de Vales (A Agra de Vales)
- A Tosta
- Bosende
- Capelán (O Capelán)
- Fonxe
- Foxado
- Fraga (A Fraga)
- O Covelo
- O Piñeiral
- Outeiro (O Outeiro)
- Paxe
- Pazo (O Pazo)
- Rascados (Os Rascados)
- Reboredo (O Reboredo)
- Ribadiso
- Rúa Sobrevila
- San Salvador
- Seixas
- Viso (O Viso)

## Despoblados
Despoblados que forman parte de la parroquia:
- Fonte (A Fonte)
- Iglesia (A Igrexa)
- Quenlla (A Quenlla)

## Demografía
| Gráfica de evolución demográfica de Arzúa entre 2000 y 2018 |
|                                                             |
| Datos según el nomenclátor publicado por el INE.            |